# نينتندو لابو
نينتندو لابو (بالإنجليزية: Nintendo Labo)‏ هو مفهوم من اللعب إلى الحياة طورتها نينتندو لتصدر في أبريل 2018. يتكون لابو من جزأين، جزء منهما عبارة عن لعبة وجزء آخر عبارة عن أوراق متعددة من الورق المقوى. تأتي الألعاب كمجموعات تتضمن قصاصات من الورق المقوى ومواد أخرى يتم تجميعها مع شاشة نينتندو سويتش ووحدات تحكم جوي-كون لإنشاء لعبة «توي-كون» يمكنها التفاعل مع برامج اللعبة المضمنة والعكس. بالعكس. صممت نينتندو لابو كطريقة لتعليم مبادئ الهندسة والفيزياء والبرمجة الأساسية.

## البناء وأسلوب اللعب

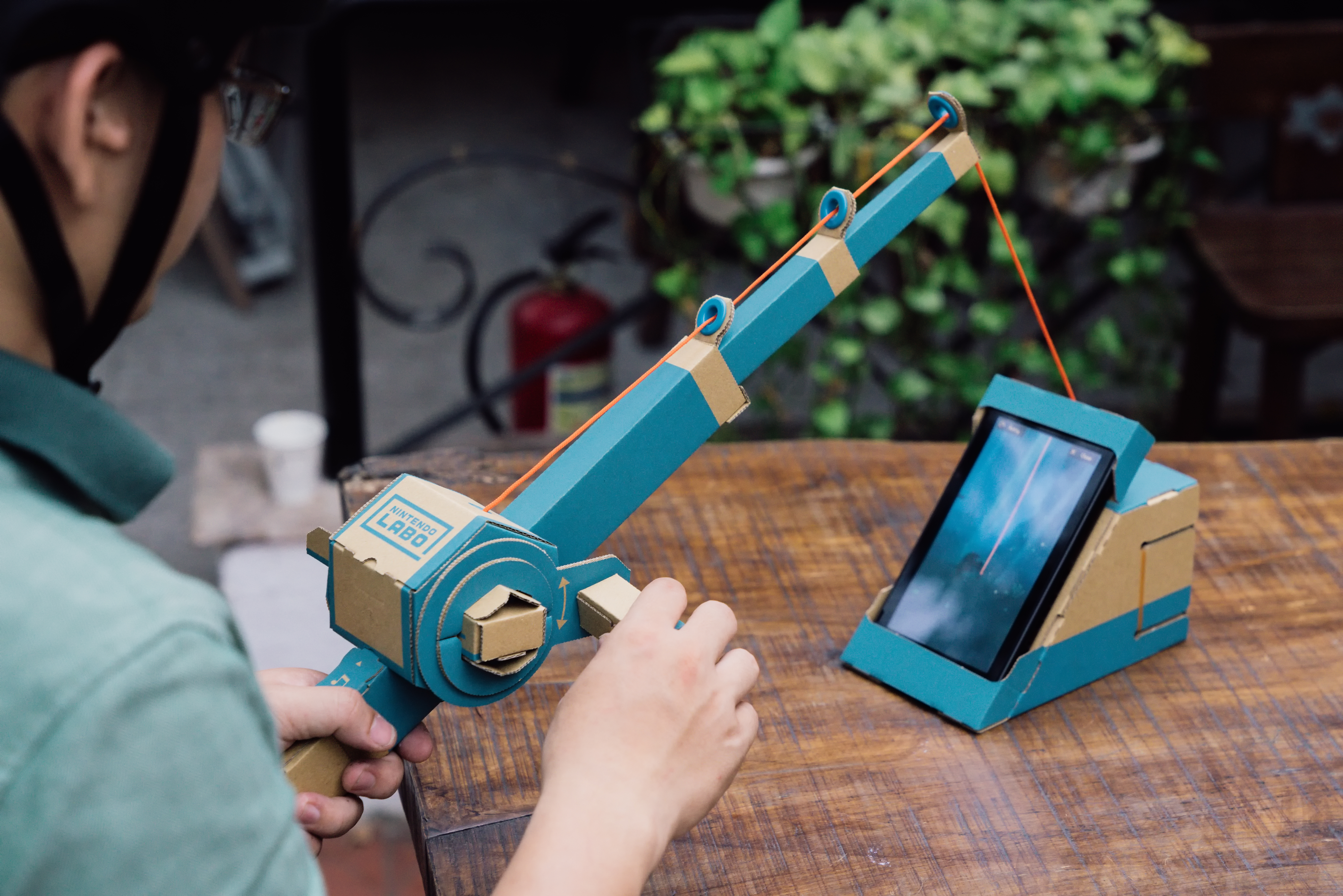
صنارة صيد توي-كون يتفاعل مع السويتش (مغلف على الجانب الأيمن من الصورة). يتم وضع جوي-كون داخل المقبض وبكرة القضيب.

تم إصدار نينتندو لابو كمجموعات فردية، كل منها يحتوي على مجموعة من قصاصات الورق المقوى المعدة مسبقًا ومواد أخرى، تُستخدم لصنع لعبة أو أكثر من «توي-كون»، وخرطوشة نينتندو سويتش، والتي تحتوي على تعليمات تفاعلية حول كيفية لتجميع توي-كون والبرمجيات التي يمكن لتوي-كون التفاعل معها. بمجرد إنشاء كل لعبة توي-كون، يقوم اللاعبون بإدخال شاشة نينتندو سويتش الرئيسية و / أو أحد أو كل من وحدات تحكم جوي-كون وفقًا للتعليمات. تعمل كل لعبة توي-كون بشكل مختلف في طرق تفاعلها مع جوي-كون أو الشاشة الرئيسية. على سبيل المثال، تتم قراءة ضغطات مفاتيح بيانو توي-كون بواسطة مستشعر الأشعة تحت الحمراء لوحدة التحكم جوي-كون اليمين لتحديد النغمات التي يتم عزفها، بينما تتحرك توي-كون الروبوتية باستخدام HD Rumble من وحدات تحكم جوي-كون، والتي يتم التحكم فيها عبر شاشة اللمس. يمكن للاعبين تزيين أجزاء الكرتون بحرية باستخدام أقلام التلوين والشريط اللاصق ومواد أخرى، بينما يمكن للمستخدمين الأكثر خبرة ابتكار طرق جديدة للعب مع كل لعبة توي-كون. يوفر برنامج اللعبة إرشادات حول كيفية عمل توي-كون مع سويتش، مثل وصف أساسيات استشعار الأشعة تحت الحمراء.

### توي-كون غاراج
يأتي برنامج نينتندو لابو مزودًا بميزة تسمى توي-كون غاراج، والتي تتيح للمستخدمين إنشاء وبرمجة لعبة توي-كون الخاصة بهم باستخدام أوامر برمجة بسيطة، إما بدءًا من مجموعات لابو المتاحة، أو باستخدام المواد الخاصة بهم. يعتمد توي-كون غاراج على إنشاء أوامر بسيطة عن طريق توصيل عقد الإدخال والإخراج. عندما يتم تنفيذ أحد المدخلات، فإنه سيؤدي إلى تشغيل حدث الإخراج المتصل. يمكن إضافة العقد الوسطى الإضافية لتعديل الإدخال. على سبيل المثال، يمكن أن تكون عقدة الإدخال عبارة عن ضغط زر معين أو حركة تحكم، بينما يمكن للعقدة الوسطى تعيين العدد المطلوب من الضغطات من أجل حدوث الإخراج. تتراوح عُقد الإخراج من اهتزاز جوي-كون إلى إضاءة شاشة وحدة التحكم. يوفر توي-كون غاراج خيارات متعددة لتخصيص كل عقدة، مثل ضبط حساسية واتجاه عصا التحكم كعقدة إدخال. يمكن استخدام أوامر الإدخال والمخرجات المتعددة معًا لإنشاء إبداعات أكثر تعقيدًا.

## التطوير
تم الإعلان عن نينتندو لابو في 17 يناير 2018. المخرج هو تسوباسا ساكاغوتشي والمنتج كوتشي كاواموتو. وفقًا لرئيس شركة نينتندو أميركا ريجي فيس-إميه، فإن «لابو لا يشبه أي شيء قمنا به من قبل»، وقد تم تطويره لتوسيع نطاق الجمهور العمري لجهاز سويتش. قالت نينتندو إن المنتج «مصمم خصيصًا للأطفال وأولئك الذين هم أطفال في القلب.» شعار لابو هو «إصنع، إلعب، إكتشف»؛ تشير كلمة «إكتشف» إلى كيفية تمكن مستخدم توي-كون من فهم أساسيات الفيزياء والهندسة والبرمجة التي تجعل لعبة توي-كون تعمل من خلال صنعها واللعب بها. لم يكن القصد من المنتج في الأصل أن يكون تعليميًا، على الرغم من أن أحد أهدافه كان «شرح كيفية عمل التكنولوجيا الكامنة وراء إبداعات توي-كون».

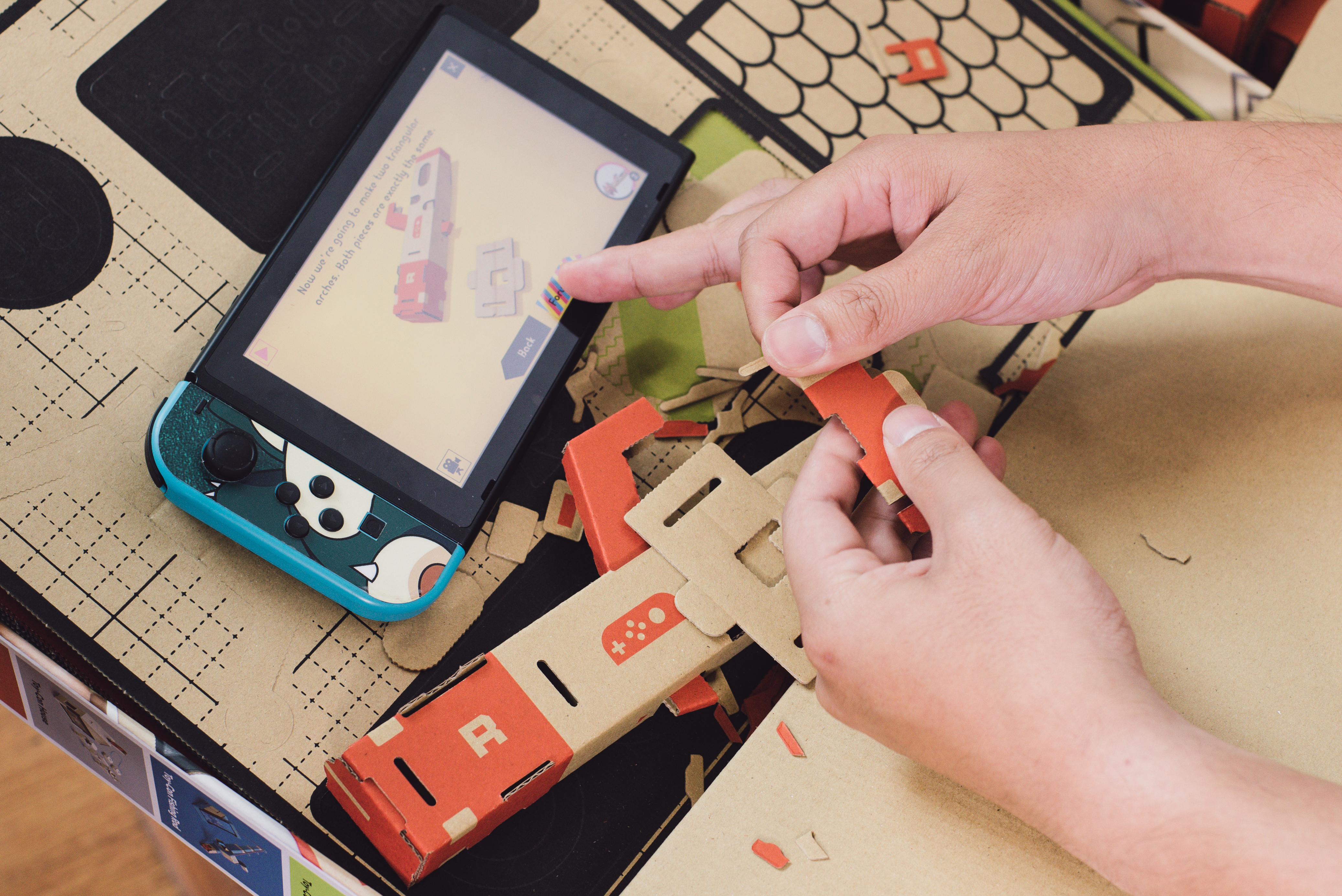
يتم إنشاء لعبة توي-كون من مثاقب من أوراق الكرتون مع تعليمات عبر برنامج سويتش لابو.

جاء مفهوم لابو من نينتندو عندما طلبوا من موظفيهم ابتكار طرق يمكن من خلالها استخدام جوي-كون؛ من بين العديد من الأفكار المحتملة، كانت فكرة بناء ألعاب من الورق المقوى حول وحدات التحكم واعدة. وفقًا لشينيا تاكاهاشي، فإن استخدام الورق المقوى كجزء من الألعاب أمر شائع بين الأطفال اليابانيين، وعندما بدأوا في وضع نماذج أولية للأفكار، وجدوا أن عملية «التجربة والخطأ» لتجميع الألعاب المصنوعة من الورق المقوى كانت «ممتعة للغاية». مع تطوير مفهوم لايو، وجدوا أنه يتناسب تمامًا مع فلسفة نينتندو الشاملة حول ابتكار طرق جديدة للاستمتاع، وكان لديه القدرة على تقديم سويتش لأكثر من مجرد عشاق الألعاب.
صرح مطورو نينتندو لابو كاواموتو وكوتشي وأوغاساوارا في مقابلة أن هدفهم هو استخدام الميزات الفريدة لنينتندو سويتش بطريقة لا يمكن لأي نظام آخر محاكاتها. تم التعامل مع جوي-كون على أنها «حزمة من المستشعرات» التي يمكن استخدامها بعدة طرق من خلال ربطها بقطع أجهزة مختلفة، والتركيز على مستشعر الحركة الجيروسكوبية، وكاميرا الحركة بالأشعة تحت الحمراء، وميزات HD Rumble. تم تكليف الفريق باستكشاف ملحقات جوي-كون ونماذج اللعبة خلال ثلاثة أسابيع من جلسات العصف الذهني، والتي تسمى «أطراف النموذج الأولي». عندما سئل المطورون عن اختيار مواد البناء، ردوا بالقول إن الورق المقوى قد تم اختياره على البلاستيك لأن الطابعة ثلاثية الأبعاد التي كانوا يستخدمونها للنماذج الأولية لم تكن قادرة على مواكبة وتيرة الاختبار؛ يسمح الورق المقوى أيضًا للاعب بإنشاء المشروع وإصلاحه وتخصيصه بنفسه. تم التفكير في تصميمات البناء الأولية في البداية على أنها بسيطة في البناء، ولكن ثبت لاحقًا أنها معقدة وصعبة عندما تقرر عدم الحاجة إلى قطع أو لصق لتجميع المجموعات. تم إجراء تحسينات على النماذج الأولية بناءً على التعليقات الواردة من اختبارات المستهلكين والمطورين؛ أدى ذلك إلى إنشاء برنامج تعليمي تفاعلي، فضلًا عن تفضيل البساطة على المظهر. أثناء اختبار التطوير - قبل الانتهاء من تصميمات الكرتون - تم التقاط الصور وتجميعها في كتيبات لاستخدامها كأدلة إرشادية مؤقتة؛ تراوحت هذه الكتيبات من 1000 صفحة للنماذج الأبسط إلى 3000 صفحة للنماذج المعقدة. في حين أن لعبة توي-كون من الورق المقوى متينة، أدركت نينتندو أن الورق المقوى يمكن أن يعاني من البلى والتلف بمرور الوقت، وتبيع الأوراق البديلة للعبة توي-كون الفردية من خلال متجرها على الإنترنت. عندما سئل عن متانة لابو خلال مقابلة مع سي نت، صرح يوشياسو أوغاساوارا، «لقد اختبرنا مرونتهم مع نفس الإجراء من خلال مئات وآلاف التكرارات، لذلك نتوقع أن تستمر لفترة طويلة في ظل الاستخدام العادي.»
بدءًا من أكتوبر 2018، عملت نينتندو مع معهد بلاي لجلب نينتندو لابو إلى المدارس الابتدائية، بهدف أولي للوصول إلى 2000 طالب بحلول نهاية العام الدراسي 2018-2019. تقدم نينتندو مجموعات نينتندو سويتش ولابو، بينما يقوم المعهد بتطوير خطط الدروس للمعلمين.

## مجموعات لابو
تم الإعلان عن إطلاق عدتين من لابو وعدة فاريتي ووعدة روبوت في أمريكا الشمالية وأستراليا واليابان في 20 أبريل 2018، وفي أوروبا في 27 أبريل 2018. مجموعة ملحقات تحتوي على الإستنسل، والملصقات، والشريط متوفر بشكل منفصل. تتوفر حزم الاستبدال للأجزاء الفردية وتوي-كون للشراء من متجر نينتندو عبر الإنترنت، بينما تتوفر أيضًا القوالب المجانية لقصاصات الورق المقوى للتنزيل. بينما لم تؤكد نينتندو أي توي-كون إضافية عند الإطلاق، لاحظ الصحفيون أن تكوينات توي-كون الأخرى قد تم عرضها في إعلان الإعلان، مما يشير إلى أنه قد يتم الإعلان عن مجموعات إضافية في وقت لاحق.

### توي-كون 1: فاريتي كت

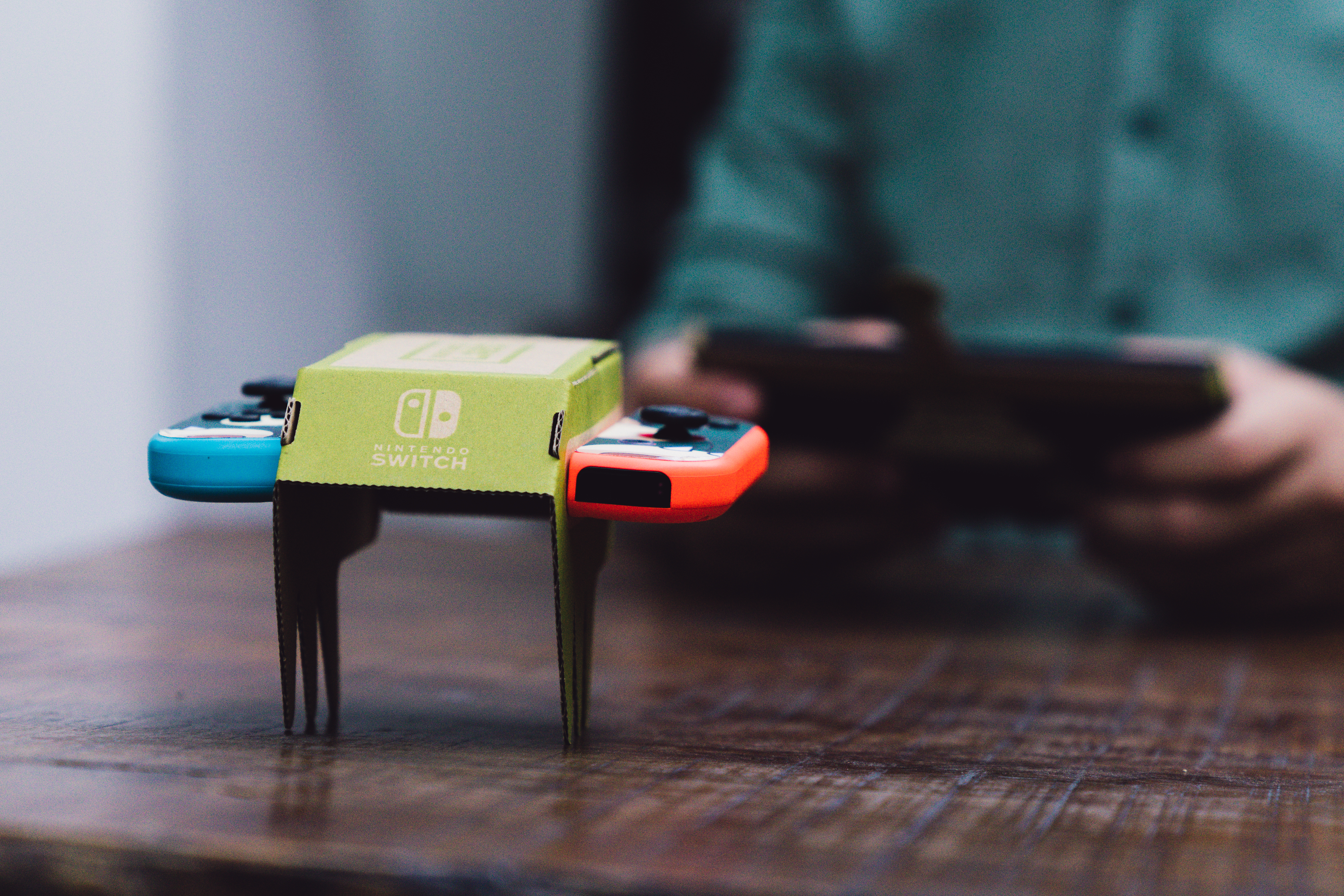
"السيارة" توي-كون التي يتم التحكم فيها عن بعد، مع وحدتي جوي-كون متصلان بالجانبين ويتم التحكم فيهما بواسطة السويتش (التي يحملها الشخص الموجود في الخلفية).

تحتوي مجموعة فاريتي كت على مجموعات لخمسة ألعاب توي-كون:
- سيارتان يتم التحكم فيهما عن بُعد، حيث تعمل الاهتزازات الصادرة عن جوي-كون على توفير الزخم والتوجيه للسيارة. يسمح برنامج اللعبة للاعب بالتحكم في السيارة مثل السيارة العادية التي يتم التحكم فيها عن بعد باستخدام النظام كوحدة تحكم. يسمح البرنامج أيضًا للسيارة بمتابعة الأهداف باستخدام كاميرا الحركة بالأشعة تحت الحمراء للجوي-كون الأيمن.
- صنارة صيد حيث توضع جوي-كون في البكرة ومقبض القضيب. تتلقى اللعبة مدخلات الحركة من جوي-كون لمحاكاة لعبة الصيد.
- لعبة بيانو بأوكتاف كامل من المفاتيح؛ يوجد النظام فوقه ليكون بمثابة حامل موسيقى.
- دراجة نارية مع جوي-كون يتم إدخالها في المقود على جانبي لوحة التحكم للتوجيه. تتوافق أيضًا كوحدة تحكم في ماريو كارت 8 ديلوكس[23] وفي موتو راش جي تي.[24]
- منزل يحتوي على فتحة لإدخال مكونات مختلفة يمكنها التفاعل مع برنامج اللعبة على شاشة السويتش.

تأتي المجموعة مع خرطوشة ألعاب تحتوي على إرشادات تفاعلية حول كيفية تجميع كل لعبة توي-كون، وحزمة برامج واحدة على الأقل لاستخدام توي-كون. تحتوي بعض توي-كون على برامج متعددة؛ على سبيل المثال، تسمح مقابض الدراجات النارية للاعب بالسباق على طول مسار في دراجات هوائية، وتمنح اللاعب القدرة على إنشاء تخطيطات مسار جديدة، أو استخدام أي كائن تم اكتشافه من خلال مستشعر الأشعة تحت الحمراء لإنشاء مسار بناءً على هذا الكائن. تسمح قدرات استشعار الأشعة تحت الحمراء المماثلة للاعب بإنشاء سمكة جديدة ليصطادها في قضيب الصيد توي-كون، أو لإنشاء أشكال موجية جديدة لاستخدامها على البيانو توي-كون.

### توي-كون 2: روبوت كت

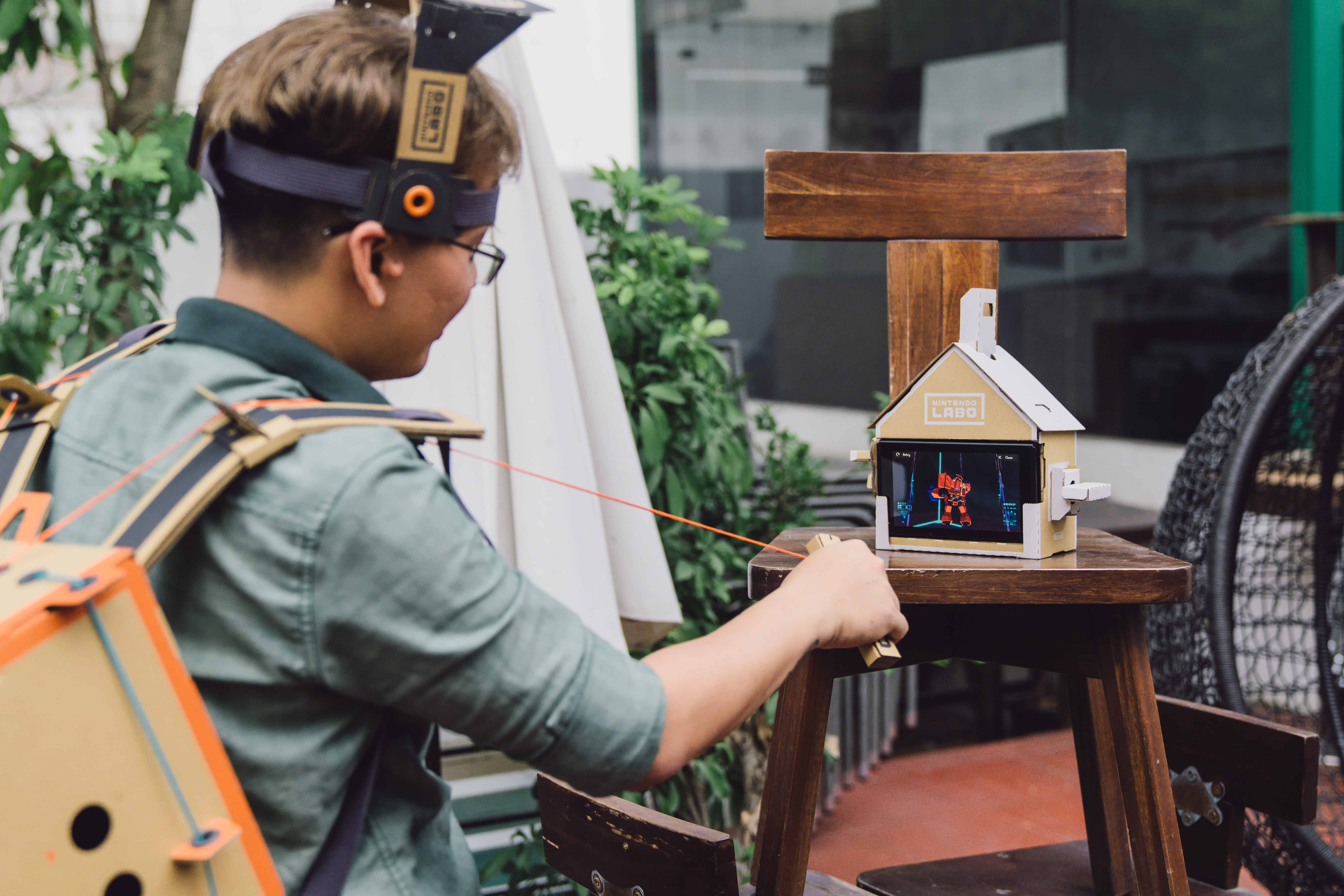
مستخدم يستخدم مجموعة أدوات الروبوت للتفاعل مع اللعبة على السويتش (في اليمين).

تشتمل مجموعة روبوت كت على أجزاء لصنع بدلة ميكا تتضمن قناعًا يحمل جوي-كون الأيسر لاستشعار الحركة وحقيبة ظهر تحمل جوي-كون الأيمن لقراءة تقلبات اليد والقدم. هذا يسمح للاعب بالهياج من خلال العالم الافتراضي المعروض على الشاشة. يشتمل البرنامج على أوضاع ألعاب متعددة: روبوت وفرسس والتحدي وروبو ستوديو وهانغار. يمنح وضع الروبوت للاعب القدرة على التحكم في الروبوت العملاق أثناء مهاجمته للأهداف عبر مشهد المدينة، والتحكم في الروبوت أثناء تحليقه فوق مدينة، والتحول إلى دبابة. يسمح وضع فرسس ثنائي اللاعبين للاعبين بالقتال باستخدام روبوتاتهم العملاقة، على الرغم من أن كلا اللاعبين يحتاج إلى روبوت توي-كون منفصل لهذا الوضع. في وضع التحدي، يمكن للاعب إكمال المهام لفتح القدرات الخاصة التي يمكن استخدامها في أوضاع اللعبة الأخرى. يسمح وضع روبو ستوديو للاعب بإدخال النظام في توي-كون وتشغيل المؤثرات الصوتية بناءً على حركة اللاعب، بينما يسمح هانغار للاعب بتخصيص لون ومظهر الروبوت الافتراضي الخاص به.
لاحظ الصحفيون أوجه التشابه بين هذا الكت وبروجكت جيانت روبوت، وهي لعبة برمجية لجهاز وي يو الذي كان يستخدم فيه اللاعبون استشعار الحركة في وي يو جيم باد للتحكم في الروبوت والهياج عبر المدينة. تم استفزاز بروجكت جيانت روبوت خلال معرض الترفيه الإلكتروني 2014 ويعتقد أنه مرتبط بلعبة ستار فوكس زيرو، ولكن تم إلغاؤه في النهاية بواسطة نينتندو. صرح مطورو لابو في مقابلة أن النموذج الأصلي كان عبارة عن خزان أرضي مزود بدواسات أرضية تفاعلية، لكنهم خاطروا بالسحق من قبل المستخدم ولم يستخدموا إمكانات مستشعر جوي-كون الجيروسكوبي؛ لحل هذه المشكلات، تم تعديل النموذج الأولي ليتم ارتداؤه كـ«كاري-كون» على ظهر المستخدم.

### توي-كون 3: فيكل كت
أعلنت نينتندو عن أول لابو كت بعد الإصدار في يوليو 2018، والتي صدرت في جميع أنحاء العالم في 14 سبتمبر 2018. تشتمل مجموعة أدوات السيارة على أجزاء من الورق المقوى لصنع ثلاث وحدات تحكم للتوجيه، واحدة للسيارة، وواحدة للطائرة، وواحدة من أجل غواصة، لكل منها فتحة لـ«مفتاح» مبني حول لعبة توي-كون. تسمح اللعبة المصاحبة للاعبين بالتحكم في السيارات والطائرات والغواصات في اللعبة، والتبديل بين هذه الأوضاع عن طريق تحريك مفتاح توي-كون الخاص بهم بين الوحدات، ودعم اللعب التعاوني مع شخص آخر باستخدام لعبة توي-كون أخرى. تشتمل المجموعة أيضًا على قواطع لدواسة توي-كون لتشغيل كل مركبة، واثنين من ألعاب توي-كون الرئيسية، وعلبة رش توي-كون، وحامل لوحدة التحكم للجلوس فوق سيارة توي-كون. مرفق مع علبة الرذاذ توي-كون عدة «أجزاء إضافية» صنعت للمساعدة في استوديو التلوين، وهو الوضع المخصص لها.

### توي-كون 4: في آر كت
صدرت في آر كت في 12 أبريل 2019 حول نظارات الكرتون التي تسمح للاعبين بمشاهدة صور مجسم ثلاثي الأبعاد باستخدام السويتش، على غرار جوجل كاردبورد. تأتي المجموعة الرئيسية مع خمسة عناصر متصلة بنظارات الفي آر: مكبر، وكاميرا، وطائر، وفيل، ودولاب هواء. تم تضمين دواسة الرياح التي تهب الرياح عند الضغط عليها مع المجموعة الكاملة أيضًا. تتوفر أيضًا مجموعة أدوات بدء التشغيل تحتوي فقط على النظارات (ودولاب الهواء) ومرفق مكبر، مع الملحقات الأخرى التي يتم شراؤها بشكل منفصل، السعر المقترح هو 79.99 دولار أمريكي.

### التفاعلات مع الألعاب الأخرى
بعد إصدار نينتندو لابو، تلقت عناوين برامج محددة تحديثات مجانية تمنحها التوافق مع بعض سلبيات الألعاب. سمح تحديث مجاني لماريو كارت 8 ديلوكس في يونيو 2018 للاعبين باستخدام الدراجة النارية توي-كون، من فاريتي-كت، للتحكم في المتسابق في اللعبة. في أغسطس 2018، أعلنت نينتندو أن عجلة قيادة السيارة توي-كون من فيكل كت القادمة ستكون متوافقة أيضًا مع ماريو كارت 8 ديلوكس. بعد كشف النقاب عن عرض تقني في أبريل 2018، في أغسطس 2018، أعلنت رايراك أنها ستضيف وضعًا إلى لعبة إيقاع البيانو دييمو في أكتوبر 2018 لدعم البيانو توي-كون على أغانٍ مختارة، كأول شركة طرف ثالث تستخدم نينتندو لابو. في يناير 2019، أُعلن أن لعبة فيشينغ ستار: ورلد تور ستدعم لعبة توي-كون صنارة الصيد في عدد من مجلة فاميتسو. قامت نينتندو بتحديث ذا ليجند أوف زيلدا: بريث أوف ذا وايلد وسوبر ماريو أوديسي في أبريل 2019 لدعم أوضاع لعبة في آر من خلال مجموعة في آر كت، وقدمت وضع في آر محدودًا لسوبر سماش برذرز ألتميت في الشهر التالي. تلقت نسخة نينتندو سويتش من كابتن تود: تريجر تراكر تحديثًا في 30 يوليو 2019، أضاف وضع في آر يسمح للمستخدم بلعب أربعة مستويات والحصول على عرض 360 درجة لشاشة اختيار الدورة أثناء استخدام نظارات توي-كون في آر. تم إصدار بوتشيكون 4 سمايل بايسك في 23 مايو 2019 في اليابان بدعم مجموعات توي-كون البيانو، والبيت، وصنارة الصيد، والدراجة النارية، والروبوت التي يمكن استخدامها في الألعاب المصممة في البرنامج. في 27 مايو 2019، تم الإعلان عن إصدار نينتندو سويتش من سبيس أند وولف في آر مع دعم نظارات توي-كون في آر الذي سيتم إصداره في 5 سبتمبر 2019. تم تحديث نيونوال بدعم نظارات توي-كون في آر في يناير 2020.

## التقييم
في اليوم التالي لإعلانها في يناير 2018، قفز سعر سهم نينتندو بنحو 2.4٪، وهو ما يمثل حوالي 1.4 مليار دولار أمريكي من قيمتها. اقترح التحليل أن لابو كان نوع المنتج غير التقليدي الذي يمكن لشركة نينتندو فقط تطويره وتسويقه، مما يدل على عودة أخرى إلى الفترة الأكثر نجاحًا ماليًا قبل عقد تقريبًا، مما أدى إلى ارتفاع سعر السهم.
نالت نينتندو لابو الثناء على أسلوبها الفريد في ألعاب الفيديو وطريقة اللعب غير التقليدية، وقدرتها على تشجيع الإبداع والتعلم، خاصة عند الأطفال. أشاد المراجعون في المقام الأول بتجربة البناء الممتعة وسهولة اتباع التعليمات خطوة بخطوة؛ تم تقدير ميزات الكاميرا القابلة للدوران والتقديم / الترجيع السريع، بالإضافة إلى روح الدعابة التي تتضمنها التعليمات. كان النقاد مهتمين في البداية بمتانة الورق المقوى، لكنهم أعجبوا بمتانة توي-كون المجمعة، وأشاروا أيضًا إلى أن البرنامج يحتوي على دروس مع نصائح حول إصلاح لعبة توي-كون المكسورة. كان المراجعون مختلطين فيما يتعلق بالمتعة وقيمة إعادة التشغيل المحدودة لأسلوب اللعب في البرنامج، حيث قال أندرو ويبستر من ذا فيرج «ربما تكون الألعاب هي الجزء الأقل إثارة للاهتمام في لابو.» ومع ذلك، أبرز النقاد ما يبدو خيارات غير محدودة مقدمة من توي-كون غاراج، وإمكانية للمجتمع لتطوير ومشاركة إبداعات جديدة. وجد كل من فيرج وسي نت أن لابو هو استخدام ذكي لمستشعرات الحركة الخاصة بوحدات التحكم جوي-كون وHD Rumble وقدرات الاستشعار بالأشعة تحت الحمراء.
تم عرض Labo في حلقة مايو 2018 من برنامج الليلة بطولة جيمي فالون، حيث استخدم جيمي فالون وأريانا غراندي وذا روتس أطقم ومفاتيح مختلفة في أداء العرض الأول لأغنية غراندي، «لا دموع متبقية للبكاء». وجد بعض المستخدمين طرقًا لإعادة إنشاء وظيفة توي-كون من الورق المقوى بإصدارات أكثر قوة باستخدام مكعبات ليغو، وإلا مع الاحتفاظ بجميع وظائف الألعاب الأصلية.

### المبيعات
في اليابان، باعت فاريتي كت 90410 نسخة خلال الأسبوع الأول، ووضعها في المرتبة الأولى على مخطط المبيعات بجميع التنسيقات. باعت مجموعة روبوت كت 28,629 نسخة، لتحتل المرتبة الثالثة، وباعت مجموعة أدوات السيارة فيكل كت 49,389 نسخة اعتبارًا من ديسمبر 2018. اعتبارًا من مارس 2019، باعت فاريتي كت 330 ألف وحدة في اليابان و1.09 مليون وحدة في جميع أنحاء العالم. اعتبارًا من عام 2018، باعت جميع المجموعات الموحدة 1.39 مليون وحدة في جميع أنحاء العالم. كشفت الأوراق البيضاء لألعاب CESA لعام 2020 أن مجموعة فاريتي كت باعت 1.31 مليون وحدة اعتبارًا من ديسمبر 2019.

### الجوائز
| السنة | الجائزة                                       | التصنيف                                                     | النتيجة | المرجع        |
| ----- | --------------------------------------------- | ----------------------------------------------------------- | ------- | ------------- |
| 2018  | جائزة جولدن جويستيك 2018                      | لعبة نينتندو العام                                          | رُشِّح     | [ 63 ]        |
| 2018  | جوائز اللعبة 2018                             | أفضل لعبة عائلية                                            | رُشِّح     | [ 64 ]        |
| 2019  | جوائز اللعبة نيو يورك 2019                    | جائزة حديقة حيوان سنترال بارك للأطفال لأفضل لعبة أطفال      | فوز     | [ 65 ]        |
| 2019  | جوائز NAVGTR                                  | لعبة، فئة خاصة                                              | فوز     | [ 66 ]        |
| 2019  | جوائز اختيار مطوري الألعاب                    | جائزة الابتكار                                              | فوز     | [ 67 ]        |
| 2019  | جوائز اللعبة الأكاديمية البريطانية الخامس عشر | عائلة                                                       | فوز     | [ 68 ] [ 69 ] |
| 2019  | جوائز اللعبة الأكاديمية البريطانية الخامس عشر | لعبة ما وراء الترفيه                                        | رُشِّح     | [ 68 ] [ 69 ] |
| 2019  | جوائز اللعبة الأكاديمية البريطانية الخامس عشر | ابتكار اللعبة                                               | فوز     | [ 68 ] [ 69 ] |
| 2019  | جوائز اللعبة الإيطالية                        | أفضل لعبة عائلية                                            | فوز     | [ 70 ]        |
| 2019  | جوائز اللعبة الإيطالية                        | جائزة الابتكار                                              | رُشِّح     | [ 70 ]        |
| 2019  | جوائز ألعاب من أجل التغيير                    | الأكثر إبداعًا                                               | رُشِّح     | [ 71 ] [ 72 ] |
| 2019  | جوائز ألعاب من أجل التغيير                    | لعبة العام                                                  | فوز     | [ 71 ] [ 72 ] |
| 2019  | جوائز CEDEC                                   | تصميم اللعبة                                                | فوز     | [ 73 ]        |
| 2019  | جوائز اللعبة اليابانية                        | جائزة خاصة                                                  | فوز     | [ 74 ]        |
| 2019  | جائزة جولدن جويستيك 2019                      | أفضل لعبة VR / AR ("في آر كت")                              | رُشِّح     | [ 75 ]        |
| 2020  | جوائز اللعبة نيو يورك 2020                    | جائزة كوني آيلاند دريم لاند لأفضل لعبة AR / VR ("في آر كت") | رُشِّح     | [ 76 ]        |